# Lecane tabulifera
Lecane tabulifera is een raderdiertjessoort uit de familie Lecanidae. De wetenschappelijke naam van deze soort is voor het eerst geldig gepubliceerd in 1936 door Edmondson.